# Лауреати Державної премії України в галузі науки і техніки (1991)
Державна премія України в галузі науки і техніки — лауреати 1991 року.
На підставі подання Комітету з Державних премій України в галузі науки і техніки Кабінет Міністрів України видав Постанову № 355 від 14 грудня 1991 року «Про присудження Державних премій України в галузі науки і техніки 1991 року».

## Лауреати Державної премії України в галузі науки і техніки 1991 року
| Премійована робота | Лауреати                             | Коротко про лауреата |
| --- | ------------------------------------ | --- |
| Цикл робіт «Дослідження фазових рівноваг та побудова діаграм стану систем перехідних металів, тугоплавких карбідів і оксидів»                                                                              | Штепа Тамара Дмитрівна               | кандидат хімічних наук, старший науковий співробітник Інституту проблем матеріалознавства імені І. М. Францевича Академії наук України                                  |
| Цикл робіт «Дослідження фазових рівноваг та побудова діаграм стану систем перехідних металів, тугоплавких карбідів і оксидів»                                                                              | Третьяченко Людмила Олександрівна    | кандидат хімічних наук, старший науковий співробітник Інституту проблем матеріалознавства імені І. М. Францевича Академії наук України                                  |
| Цикл робіт «Дослідження фазових рівноваг та побудова діаграм стану систем перехідних металів, тугоплавких карбідів і оксидів»                                                                              | Пріма Світлана Борисівна             | кандидат хімічних наук, старший науковий співробітник Інституту проблем матеріалознавства імені І. М. Францевича Академії наук України                                  |
| Цикл робіт «Дослідження фазових рівноваг та побудова діаграм стану систем перехідних металів, тугоплавких карбідів і оксидів»                                                                              | Шевченко Олексій Володимирович       | кандидат хімічних наук, завідувач лабораторії Інституту проблем матеріалознавства імені І. М. Францевича Академії наук України                                          |
| Цикл робіт «Дослідження фазових рівноваг та побудова діаграм стану систем перехідних металів, тугоплавких карбідів і оксидів»                                                                              | Великанова Тамара Яківна             | кандидат хімічних наук, завідувачка лабораторії Інституту проблем матеріалознавства імені І. М. Францевича Академії наук України                                        |
| Цикл робіт «Дослідження фазових рівноваг та побудова діаграм стану систем перехідних металів, тугоплавких карбідів і оксидів»                                                                              | Лопато Лідія Михайлівна              | доктор хімічних наук, завідувачка відділу Інституту проблем матеріалознавства імені І. М. Францевича Академії наук України                                              |
| Цикл робіт «Дослідження фазових рівноваг та побудова діаграм стану систем перехідних металів, тугоплавких карбідів і оксидів»                                                                              | Єременко Валентин Никифорович        | академік Академії наук України, радник дирекції Інституту проблем матеріалознавства імені І. М. Францевича Академії наук України                                        |
| Цикл робіт «Дослідження фазових рівноваг та побудова діаграм стану систем перехідних металів, тугоплавких карбідів і оксидів»                                                                              | Буянов Юрій Іванович                 | кандидат хімічних наук, старший науковий співробітник, Інституту проблем матеріалознавства імені І. М. Францевича Академії наук України                                 |
| Комплекс робіт по створенню та промисловому освоєнню високоефективного енергетичного устаткування для використання енергії водотоків гірських регіонів                                                     | Веремеєнко Ігор Степанович           | доктор технічних наук, головний конструктор науково-виробничого об'єднання «Турбоатом»                                                                                  |
| Комплекс робіт по створенню та промисловому освоєнню високоефективного енергетичного устаткування для використання енергії водотоків гірських регіонів                                                     | Бугаєць Анатолій Олександрович       | кандидат технічних наук, генеральний директор науково-виробничого об'єднання «Турбоатом»                                                                                |
| Комплекс робіт по створенню та промисловому освоєнню високоефективного енергетичного устаткування для використання енергії водотоків гірських регіонів                                                     | Рубцов Вадим Костянтинович           | заступник начальника конструкторського відділу науково-виробничого об'єднання «Турбоатом»                                                                               |
| Комплекс робіт по створенню та промисловому освоєнню високоефективного енергетичного устаткування для використання енергії водотоків гірських регіонів                                                     | Буланенко Анатолій Григорович        | заступник головного конструктора Київського механічного заводу імені О. К. Антонова                                                                                     |
| Комплекс робіт по створенню та промисловому освоєнню високоефективного енергетичного устаткування для використання енергії водотоків гірських регіонів                                                     | Абрамовський Віталій Федорович       | кандидат технічних наук |
| Комплекс робіт по створенню та промисловому освоєнню високоефективного енергетичного устаткування для використання енергії водотоків гірських регіонів                                                     | Лукін Микола Петрович                | кандидат технічних наук, завідувач кафедри Харківського автомобільно-дорожнього інституту                                                                               |
| Комплекс робіт по створенню та промисловому освоєнню високоефективного енергетичного устаткування для використання енергії водотоків гірських регіонів                                                     | Крюков Олександр Дмитрович           | заступник начальника управління будівництва «Рогунгесбуд» |
| Комплекс робіт по створенню та промисловому освоєнню високоефективного енергетичного устаткування для використання енергії водотоків гірських регіонів                                                     | Соболєв Євген Васильович             | головний інженер проекту Спеціалізованого науково-виробничого об'єднання по перевезенню великогабаритних великовагових вантажів                                         |
| Цикл робіт з теоретичної та прикладної геогідродинаміки вибуху | Тесленко Володимир Вікторович        | кандидат технічних наук, головний інженер тресту «Союзмеліовибухопром»                                                                                                  |
| Цикл робіт з теоретичної та прикладної геогідродинаміки вибуху | Рижов Адольф Маркович                | кандидат технічних наук, завідувач лабораторії Науково-дослідного інституту будівельних конструкцій                                                                     |
| Цикл робіт з теоретичної та прикладної геогідродинаміки вибуху | Кравець Віктор Георгійович           | доктор технічних наук, провідний науковий співробітник Київського політехнічного інституту                                                                              |
| Цикл робіт з теоретичної та прикладної геогідродинаміки вибуху | Плужник Владлен Ілліч                | кандидат технічних наук, старший науковий співробітник Інституту гідромеханіки Академії наук України                                                                    |
| Цикл робіт з теоретичної та прикладної геогідродинаміки вибуху | Григорян Самвел Самвелович           | член-кореспондент Академії наук СРСР, завідувач відділу Інституту механіки Московського державного університету імені М. В. Ломоносова                                  |
| Цикл робіт з теоретичної та прикладної геогідродинаміки вибуху | Вовк Олексій Онуфрійович             | доктор технічних наук, головний науковий співробітник Інституту гідромеханіки Академії наук України                                                                     |
| Цикл робіт з теоретичної та прикладної геогідродинаміки вибуху | Демещук Леонід Іванович              | кандидат технічних наук, завідувач лабораторії Інституту гідромеханіки Академії наук України                                                                            |
| Цикл робіт з теоретичної та прикладної геогідродинаміки вибуху | Кузьменко Анатолій Олександрович     | кандидат технічних наук, старший науковий співробітник Інституту гідромеханіки Академії наук України                                                                    |
| Підручник «Математичні задачі електроенергетики», виданий у І989 році /третє видання/ | Перхач Володимир Степанович          | доктор технічних наук, завідувач кафедри Львівського політехнічного інституту                                                                                           |
| Підручник «Металлорежущие инструменты», виданий у І986 році /третє видання/ | Родін Петро Родіонович               | член-кореспондент Академії наук України, завідувач кафедри Київського політехнічного інституту                                                                          |
| Розробка, організація серійного виробництва і широкомасштабне впровадження ресурсозберігаючої технології та універсального устаткування для механізованого конденсаторного приварювання кріпильних деталей | Царьков Григорій Павлович            | начальник сектора Науково-виробничого об'єднання імені С. О. Лавочкіна                                                                                                  |
| Розробка, організація серійного виробництва і широкомасштабне впровадження ресурсозберігаючої технології та універсального устаткування для механізованого конденсаторного приварювання кріпильних деталей | Непомнящий Володимир Іванович        | начальник центральної лабораторії київського заводу «Маяк» |
| Розробка, організація серійного виробництва і широкомасштабне впровадження ресурсозберігаючої технології та універсального устаткування для механізованого конденсаторного приварювання кріпильних деталей | Павленко Георгій Васильович          | головний інженер Сімферопольського електромашинобудівного заводу |
| Розробка, організація серійного виробництва і широкомасштабне впровадження ресурсозберігаючої технології та універсального устаткування для механізованого конденсаторного приварювання кріпильних деталей | Олексієнко Анатолій Павлович         | начальник сектору Дослідного конструкторсько-технологічного бюро Інституту електрозварювання імені Є. О. Патона Академії наук України                                   |
| Розробка, організація серійного виробництва і широкомасштабне впровадження ресурсозберігаючої технології та універсального устаткування для механізованого конденсаторного приварювання кріпильних деталей | Шелест Микола Антонович              | начальник сектору Дослідного конструкторсько-технологічного бюро Інституту електрозварювання імені Є. О. Патона Академії наук України                                   |
| Розробка, організація серійного виробництва і широкомасштабне впровадження ресурсозберігаючої технології та універсального устаткування для механізованого конденсаторного приварювання кріпильних деталей | Оселедько Микола Миколайович         | провідний інженеру-технологу Інституту електрозварювання імені Є. О. Патона Академії наук України                                                                       |
| Розробка, організація серійного виробництва і широкомасштабне впровадження ресурсозберігаючої технології та універсального устаткування для механізованого конденсаторного приварювання кріпильних деталей | Чвертко Наталія Анатоліївна          | кандидат технічних наук, старший науковий співробітнику Інституту електрозварювання імені Є. О. Патона Академії наук України                                            |
| Розробка, організація серійного виробництва і широкомасштабне впровадження ресурсозберігаючої технології та універсального устаткування для механізованого конденсаторного приварювання кріпильних деталей | Калеко Давид Михайлович              | кандидат технічних наук, старший науковий співробітнику Інституту електрозварювання імені Є. О. Патона Академії наук України                                            |
| Розробка та впровадження у виробництво прецизійного спеціального технологічного устаткування з числовим програмним управлінням на базі лінійних електродвигунів з газовим мастилом у направляючих          | Тихонов Юрій Петрович                | начальник сектору науково-виробничого комплексу «Мікрон» |
| Розробка та впровадження у виробництво прецизійного спеціального технологічного устаткування з числовим програмним управлінням на базі лінійних електродвигунів з газовим мастилом у направляючих          | Оголихін Олександр Геннадійович      | начальник сектору науково-виробничого комплексу «Мікрон» |
| Розробка та впровадження у виробництво прецизійного спеціального технологічного устаткування з числовим програмним управлінням на базі лінійних електродвигунів з газовим мастилом у направляючих          | Шулє Вілій Готлібович                | начальник відділу науково-виробничого комплексу «Мікрон» |
| Розробка та впровадження у виробництво прецизійного спеціального технологічного устаткування з числовим програмним управлінням на базі лінійних електродвигунів з газовим мастилом у направляючих          | Мартов Олександр Андрійович          | начальник відділу науково-виробничого комплексу «Мікрон» |
| Розробка та впровадження у виробництво прецизійного спеціального технологічного устаткування з числовим програмним управлінням на базі лінійних електродвигунів з газовим мастилом у направляючих          | Горлов Федір Леонтійович             | начальник відділу науково-виробничого комплексу «Мікрон» |
| Розробка та впровадження у виробництво прецизійного спеціального технологічного устаткування з числовим програмним управлінням на базі лінійних електродвигунів з газовим мастилом у направляючих          | Зільберг Ігор Михайлович             | начальник науково-виробничого комплексу «Мікрон» |
| Розробка та впровадження у виробництво прецизійного спеціального технологічного устаткування з числовим програмним управлінням на базі лінійних електродвигунів з газовим мастилом у направляючих          | Ярославцев Михайло Іванович          | кандидат технічних наук, начальник відділу науково-виробничого комплексу «Мікрон»                                                                                       |
| Розробка та впровадження у виробництво прецизійного спеціального технологічного устаткування з числовим програмним управлінням на базі лінійних електродвигунів з газовим мастилом у направляючих          | Чабанов Алім Іванович                | кандидат технічних наук, генеральний директор науково-виробничого об'єднання «Ротор» /М.Черкаси/                                                                        |
| Розробка базової моделі та впровадження ґрунтозахисної системи землеробства з контурно-меліоративною організацією території                                                                                | Райський Кузьма Іванович             | головний агроном колгоспу «Заповіт Ілліча» Обухівського району Київської області                                                                                        |
| Розробка базової моделі та впровадження ґрунтозахисної системи землеробства з контурно-меліоративною організацією території                                                                                | Москаленко Віктор Михайлович         | начальник управління Міністерства сільського господарства |
| Розробка базової моделі та впровадження ґрунтозахисної системи землеробства з контурно-меліоративною організацією території                                                                                | Денисенко Олексій Григорович         | перший заступник Міністра сільського господарства України |
| Розробка базової моделі та впровадження ґрунтозахисної системи землеробства з контурно-меліоративною організацією території                                                                                | Шикула Микола Кіндратович            | доктор сільськогосподарських наук, завідувач кафедри Української сільськогосподарської академії                                                                         |
| Розробка базової моделі та впровадження ґрунтозахисної системи землеробства з контурно-меліоративною організацією території                                                                                | Нагорний Микола Никифорович          | член-кореспондент Української академії аграрних наук, завідувач відділу Українського науково-дослідного інституту механізації та електрифікації сільського господарства |
| Розробка базової моделі та впровадження ґрунтозахисної системи землеробства з контурно-меліоративною організацією території                                                                                | Новаковський Леонід Якович           | академік Української академії аграрних наук, директор Українського науково-дослідного і проектно-вишукувального інституту по землеустрою                                |
| Розробка базової моделі та впровадження ґрунтозахисної системи землеробства з контурно-меліоративною організацією території                                                                                | Тараріко Олександр Григорович        | доктор сільськогосподарських наук, завідувач лабораторії Українського науково-дослідного інституту землеробства                                                         |
| Розробка базової моделі та впровадження ґрунтозахисної системи землеробства з контурно-меліоративною організацією території                                                                                | Сайко Віктор Федорович               | академік Української академії аграрних наук, директор Українського науково-дослідного інституту землеробства                                                            |
| Монографія «Славяне Юго-Восточной Европы в предгосударственный период», видана у 1990 році | Сміленко Алла Трохимівна             | доктор історичних наук, колишній провідний науковий співробітник Інституту археології Академії наук України                                                             |
| Монографія «Славяне Юго-Восточной Европы в предгосударственный период», видана у 1990 році | Терпиловський Ростислав Всеволодович | кандидат історичних наук, старший науковий співробітник Інституту археології Академії наук України                                                                      |
| Монографія «Славяне Юго-Восточной Европы в предгосударственный период», видана у 1990 році | Пачкова Світлана Петрівна            | кандидат історичних наук, старший науковий співробітник Інституту археології Академії наук України                                                                      |
| Монографія «Славяне Юго-Восточной Европы в предгосударственный период», видана у 1990 році | Магомедов Борис Вікторович           | кандидат історичних наук, старший науковий співробітник Інституту археології Академії наук України                                                                      |
| Монографія «Славяне Юго-Восточной Европы в предгосударственный период», видана у 1990 році | Максимов Євген Володимирович         | доктор історичних наук, провідний науковий співробітнику-консультанту Інституту археології Академії наук України                                                        |
| Монографія «Славяне Юго-Восточной Европы в предгосударственный период», видана у 1990 році | Козак Деонізій Никодимович           | доктор історичних наук, учений секретар Інституту археології Академії наук України                                                                                      |
| Монографія «Славяне Юго-Восточной Европы в предгосударственный период», видана у 1990 році | Приходнюк Олег Михайлович            | доктор історичних наук, завідувач відділу Інституту археології Академії наук України                                                                                    |
| Монографія «Славяне Юго-Восточной Европы в предгосударственный период», видана у 1990 році | Баран Володимир Данилович            | доктор історичних наук, завідувач відділу Інституту археології Академії наук України                                                                                    |
| Серія монографій та атлас «Геологія і нафтогазоносність Дніпровсько-Донецької западини» як наукова основа прогнозу та пошуків родовищ нафти і газу                                                         | Арсірій Юрій Олександрович           | кандидат геолого-мінералогічних наук, провідний науковий співробітник Чернігівського відділення Українського науково-дослідного геологорозвідувального інституту        |
| Серія монографій та атлас «Геологія і нафтогазоносність Дніпровсько-Донецької западини» як наукова основа прогнозу та пошуків родовищ нафти і газу                                                         | Ципко Олександр Костянтинович        | кандидат геолого-мінералогічних наук, завідувач сектору Чернігівського відділення Українського науково-дослідного геологорозвідувального Інституту                      |
| Серія монографій та атлас «Геологія і нафтогазоносність Дніпровсько-Донецької западини» як наукова основа прогнозу та пошуків родовищ нафти і газу                                                         | Кабишев Борис Петрович               | доктор геолого-мінералогічних наук, керівник |
| Серія монографій та атлас «Геологія і нафтогазоносність Дніпровсько-Донецької западини» як наукова основа прогнозу та пошуків родовищ нафти і газу                                                         | Лукін Олександр Юхимович             | доктор геолого-мінералогічних наук, завідувач відділу Чернігівського відділення Українського науково-дослідного геологорозвідувального Інституту                        |
| Серія монографій та атлас «Геологія і нафтогазоносність Дніпровсько-Донецької западини» як наукова основа прогнозу та пошуків родовищ нафти і газу                                                         | Іванюта Мирослав Максимович          | доктор геолого-мінералогічних наук, директор Українського науково-дослідного геологорозвідувального Інституту                                                           |
| Серія монографій та атлас «Геологія і нафтогазоносність Дніпровсько-Донецької западини» як наукова основа прогнозу та пошуків родовищ нафти і газу                                                         | Айзенверг Давид Єфремович            | доктор геолого-мінералогічних наук колишній старший науковий співробітник Інституту геологічних наук Академії наук України                                              |
| Серія монографій та атлас «Геологія і нафтогазоносність Дніпровсько-Донецької западини» як наукова основа прогнозу та пошуків родовищ нафти і газу                                                         | Шпак Петро Федорович                 | член-кореспондент Академії наук України, завідувач відділу Інституту геологічних наук Академії наук України                                                             |
| Серія монографій та атлас «Геологія і нафтогазоносність Дніпровсько-Донецької западини» як наукова основа прогнозу та пошуків родовищ нафти і газу                                                         | Гавриш Володимир Костянтинович       | член-кореспондент Академії наук України, завідувач відділу Інституту геологічних наук Академії наук України                                                             |
| Цикл наукових праць «Генетика, селекція та впровадження у виробництво промислових мікроорганізмів-продуцентів антибіотиків і каротину»                                                                     | Кунщикова Інна Сергіївна             | кандидат технічних наук, головний біотехнологові Верхньодніпровського крохмале-патокового комбінату                                                                     |
| Цикл наукових праць «Генетика, селекція та впровадження у виробництво промислових мікроорганізмів-продуцентів антибіотиків і каротину»                                                                     | Риндюк Іван Федорович                | головний інженер Немішаївського заводу біохімічних препаратів Українського виробничого біохімічного об'єднання                                                          |
| Цикл наукових праць «Генетика, селекція та впровадження у виробництво промислових мікроорганізмів-продуцентів антибіотиків і каротину»                                                                     | Богацький Михайло Олександрович      | кандидат хімічних наук, начальник центральної лабораторії Українського виробничого біохімічного об'єднання                                                              |
| Цикл наукових праць «Генетика, селекція та впровадження у виробництво промислових мікроорганізмів-продуцентів антибіотиків і каротину»                                                                     | Стенько Алла Степанівна              | кандидат біологічних наук, старший науковий співробітник Інституту мікробіології і вірусології імені Д. К. Заболотного Академії наук України                            |
| Цикл наукових праць «Генетика, селекція та впровадження у виробництво промислових мікроорганізмів-продуцентів антибіотиків і каротину»                                                                     | Стрижкова Ганна Михайлівна           | кандидат біологічних наук, старший науковий співробітник Інституту мікробіології і вірусології імені Д. К. Заболотного Академії наук України                            |
| Цикл наукових праць «Генетика, селекція та впровадження у виробництво промислових мікроорганізмів-продуцентів антибіотиків і каротину»                                                                     | Мацелюх Богдан Павлович              | член-кореспондент Академії наук України, завідувач відділу Інституту мікробіології і вірусології імені Д. К. Заболотного Академії наук України                          |
| Цикл наукових праць «Макрогетероциклічні сполуки: синтез, структура, властивості» | Богатський Олексій Всеволодович      | академік Академії наук України /посмертно/ |
| Цикл наукових праць «Макрогетероциклічні сполуки: синтез, структура, властивості» | Котляр Сергій Анатолійович           | кандидат хімічних наук, завідувач лабораторії Всесоюзного науково-дослідного і проектного інституту мономерів                                                           |
| Цикл наукових праць «Макрогетероциклічні сполуки: синтез, структура, властивості» | Лампека Ярослав Дмитрович            | кандидат хімічних наук, старший науковий співробітник Інституту фізичної хімії імені Л. В. Писаржевського Академії наук України                                         |
| Цикл наукових праць «Макрогетероциклічні сполуки: синтез, структура, властивості» | Яцимирський Костянтин Борисович      | академік Академії наук України, радникові дирекції Інституту фізичної хімії імені Л. В. Писаржевського Академії наук України                                            |
| Цикл наукових праць «Макрогетероциклічні сполуки: синтез, структура, властивості» | Марковський Леонід Миколайович       | академік Академії наук України, директор Інституту органічної хімії Академії наук України                                                                               |
| Цикл наукових праць «Макрогетероциклічні сполуки: синтез, структура, властивості» | Лук'яненко Микола Григорович         | доктор хімічних наук, завідувач відділу Фізико-хімічного інституту імені О. В. Богатського Академії наук України                                                        |
| Цикл наукових праць «Макрогетероциклічні сполуки: синтез, структура, властивості» | Грень Андрій Іванович                | доктор хімічних наук, заступник директора Фізико-хімічного інституту імені О. В. Богатського Академії наук України                                                      |
| Цикл наукових праць «Макрогетероциклічні сполуки: синтез, структура, властивості» | Андронаті Сергій Андрійович          | академік Академії наук України, директор Фізико-хімічного інституту імені О. В. Богатського Академії наук України                                                       |
| Цикл робіт «Виявлення та дослідження нових типів резонансів, структур і магнітопружних аномалій в низькорозмірних антиферомагнетиках»                                                                      | Звягін Анатолій Іларіонович          | член-кореспондент Академії наук України /посмертно/ |
| Цикл робіт «Виявлення та дослідження нових типів резонансів, структур і магнітопружних аномалій в низькорозмірних антиферомагнетиках»                                                                      | Криворучко Володимир Миколайович     | доктор фізико-математичних наук, провідний науковий співробітник Донецького фізико-технічного інституту Академії наук України                                           |
| Цикл робіт «Виявлення та дослідження нових типів резонансів, структур і магнітопружних аномалій в низькорозмірних антиферомагнетиках»                                                                      | Лозенко Альберт Федорович            | кандидат фізико-математичних наук, старший науковий співробітник Інституту фізики Академії наук України                                                                 |
| Цикл робіт «Виявлення та дослідження нових типів резонансів, структур і магнітопружних аномалій в низькорозмірних антиферомагнетиках»                                                                      | Рябченко Сергій Михайлович           | доктор фізико-математичних наук, голова Комітету по науково-технічний прогресі при Кабінеті Міністрів України                                                           |
| Цикл робіт «Виявлення та дослідження нових типів резонансів, структур і магнітопружних аномалій в низькорозмірних антиферомагнетиках»                                                                      | Яблонський Дмитро Аркадійович        | доктор фізико-математичних наук, колишній провідний науковий співробітник Фізико-технічного інституту низьких температур Академії наук України                          |
| Цикл робіт «Виявлення та дослідження нових типів резонансів, структур і магнітопружних аномалій в низькорозмірних антиферомагнетиках»                                                                      | Переверзєв Юрій Володимирович        | доктор фізико-математичних наук, старший науковий співробітник Фізико-технічного інституту низьких температур Академії наук України                                     |
| Цикл робіт «Виявлення та дослідження нових типів резонансів, структур і магнітопружних аномалій в низькорозмірних антиферомагнетиках»                                                                      | Андерс Олександр Георгійович         | доктор фізико-математичних наук, провідний науковий співробітник Фізико-технічного інституту низьких температур Академії наук України                                   |
| Цикл робіт «Виявлення та дослідження нових типів резонансів, структур і магнітопружних аномалій в низькорозмірних антиферомагнетиках»                                                                      | Степанов Анатолій Олександрович      | доктор фізико-математичних наук, завідувач відділу Фізико-технічного інституту низьких температур Академії наук України                                                 |
| Цикл монографій з теорії інваріантності та її застосування у системах автоматичного управління | Чинаєв Петро Іванович                | доктор технічних наук, завідувач лабораторії Інституту машинознавства імені А. А. Благонравова Академії наук СРСР                                                       |
| Цикл монографій з теорії інваріантності та її застосування у системах автоматичного управління | Зайцев Григорій Фролович             | доктор технічних наук, колишній провідний конструктор Особливого конструкторського бюро лінійних електродвигунів з дослідним виробництвом                               |
| Цикл монографій з теорії інваріантності та її застосування у системах автоматичного управління | Стєклов Василь Купріянович           | доктор технічних наук, директор Київського філіалу Одеського електротехнічного інституту зв'язку імені О. С. Попова                                                     |
| Цикл монографій з теорії інваріантності та її застосування у системах автоматичного управління | Павлов Вадим Володимирович           | доктор технічних наук, завідувач відділу Інституту кібернетики імені В. М. Глушкова Академії наук України                                                               |
| Цикл монографій з теорії інваріантності та її застосування у системах автоматичного управління | Кунцевич Всеволод Михайлович         | член-кореспондент Академії наук України, завідувач відділу Інституту кібернетики імені В. М. Глушкова Академії наук України                                             |
| Цикл монографій з теорії інваріантності та її застосування у системах автоматичного управління | Івахненко Олекса Григорович          | член-кореспондент Академії наук України, головний науковий співробітник Інституту кібернетики імені В. М. Глушкова Академії наук України                                |
| Цикл монографій з теорії інваріантності та її застосування у системах автоматичного управління | Кухтенко Олександр Іванович          | академік Академії наук України, радникові дирекції Інституту кібернетики імені В. М. Глушкова Академії наук України                                                     |
| Цикл робіт «Теорія, методи математичного моделювання та числовий аналіз процесів деформування складних просторових конструкцій»                                                                            | Сахаров Олександр Сергійович         | доктор технічних наук, завідувач кафедри Київського політехнічного інституту                                                                                            |
| Цикл робіт «Теорія, методи математичного моделювання та числовий аналіз процесів деформування складних просторових конструкцій»                                                                            | Ісаханов Георгій Вахтангович         | доктор технічних наук, професору, працівникові Київського інженерно-будівельного інституту                                                                              |
| Цикл робіт «Теорія, методи математичного моделювання та числовий аналіз процесів деформування складних просторових конструкцій»                                                                            | Дехтярюк Євгеній Семенович           | доктор технічних наук, професору, працівникові Київського інженерно-будівельного інституту                                                                              |
| Цикл робіт «Теорія, методи математичного моделювання та числовий аналіз процесів деформування складних просторових конструкцій»                                                                            | Кислоокий Володимир Микитович        | кандидат технічних наук, завідувач відділу проблемної науково-дослідної лабораторії Київського інженерно-будівельного інституту                                         |
| Цикл робіт «Теорія, методи математичного моделювання та числовий аналіз процесів деформування складних просторових конструкцій»                                                                            | Гуляр Олександр Іванович             | доктор технічних наук, завідувач відділу проблемної науково-дослідної лабораторії Київського інженерно-будівельного інституту                                           |
| Цикл робіт «Теорія, методи математичного моделювання та числовий аналіз процесів деформування складних просторових конструкцій»                                                                            | Гоцуляк Євген Олександрович          | доктор технічних наук, завідувач відділу проблемної науково-дослідної лабораторії Київського інженерно-будівельного інституту                                           |
| Цикл робіт «Теорія, методи математичного моделювання та числовий аналіз процесів деформування складних просторових конструкцій»                                                                            | Гуляєв Валерій Іванович              | доктор технічних наук, завідувач кафедри Київського інженерно-будівельного інституту                                                                                    |
| Цикл робіт «Теорія, методи математичного моделювання та числовий аналіз процесів деформування складних просторових конструкцій»                                                                            | Баженов Віктор Андрійович            | доктор технічних наук, перший проректор Київського інженерно-будівельного інституту                                                                                     |